# محمد طلایی
محمد طلایی (زادهٔ ۱۷ اسفند ۱۳۵۱) کشتی‌گیر سابق و مربی کشتی ایرانی است. او در دستهٔ ۵۸ کیلوگرم کشتی آزاد قهرمان مسابقات قهرمانی کشتی جهان در سال ۱۹۹۷ و نایب‌قهرمان این مسابقات در ۱۹۹۴ شد. او همچنین دارندهٔ مدال برنز بازی‌های آسیایی ۱۹۹۸ بانکوک است. طلایی همچنین در دو المپیک ۱۹۹۶ آتلانتا و ۲۰۰۰ سیدنی حضور داشت که به مقام‌های ششم و چهارم رسید. طلایی در جایگاه مربی سابقهٔ حضور در کادر فنی تیم ملی بزرگسالان کشتی ایران را دارد و سرمربی‌گری تیم‌های اترک خراسان شمالی و سهند ارس را در لیگ برتر نیز برعهده داشته‌است. او تیم ملی نوجوانان ایران را در مسابقات قهرمانی نوجوانان آسیا ۲۰۱۱ به قهرمانی رساند.
او بعد از المپیک ۲۰۱۶ ریو بعنوان سرمربی تیم ملی کشتی آزاد بزرگسالان جانشین رسول خادم معرفی گردید.